# Klonoa: Empire of Dreams
Klonoa: Empire of Dreams (風のクロノア 〜夢見る帝国〜, Kaze no Klonoa: Yumemiru Teikoku) est un jeu vidéo de plates-formes développé par Now Production et édité par Namco, sorti à partir de 2001 sur Game Boy Advance. Pour avoir commis le crime de rêver dans l'empire de Jillius, Klonoa le chat aux oreilles particulièrement développées, est contraint de parcourir le monde pour défaire de terribles monstres attaquant depuis peu les civils. Il s'agit du quatrième jeu de la série Klonoa. Il reprend les ingrédients classiques de la série, en mêlant plates-formes et réflexion, en entrecoupant le jeu de phases d'action, le tout dans un monde imaginaire et magique composé de créatures anthropomorphiques.

## Trame

### Synopsis
Klonoa est réveillé en sursaut par des gardes royaux. Ces derniers l'emmènent de force auprès de Jillius, empereur insomniaque qui a interdit de ce fait de rêver dans son pays, et son conseiller, Bagoo, dont la tenue peut faire penser à celle d'un ecclésiastique. Klonoa se révolte et ne comprend pas pourquoi il est interdit de rêver. Pour qu'il se fasse pardonner de son insolence, Jillius envoie Klonoa combattre quatre monstres qui terrorisent l'Empire. Pour cela, il est accompagné par son ami Huepow, l'esprit volant de son bracelet magique.

### Scénario

Le drapeau impérial sur le logo japonais du jeu

L'aventure de Klonoa commence à Ghazzaland, une terre où seule la force est respectée mais qui, paradoxalement, ne trouve aucun champion pour combattre le monstre qui se trouve en haut du plateau les surplombant. Le monstre, une fois défait, prend l'apparence d'un jeune boxeur nommé Chipple. Ce dernier raconte à Klonoa qu'il rêvait être champion de monde de boxe et que son dernier souvenir est d'avoir été enveloppé par un brume rouge.
Klonoa et Huepow poursuivent leur chemin vers la cité où se situe le prochain monstre : Priamill, la ville opéra. Ils entendent d'horribles sons à leur arrivée. Un habitant nommé Beryll leur apprend que ceux-ci sont produits par Muzika, soprano et fierté de la ville, aujourd'hui transformée en monstre. Celle-ci s'est en fait transformée en monstre. Une fois que Klonoa lui rend son apparence normale, il trouve une Muzika triste car elle était en train de rêver qu'elle chantait divinement et qu'elle répandait paix et joie dans le monde. Chaque fois qu'elle voulait chanter une jolie chanson à son fervent admirateur Beryll, une brume bleue l'enveloppait et tout devenait calme. Huepow commence à croire à une conspiration et se demande quel avantage il y a à tirer des rêves.
Arrivés dans la ville de Jiobob, Klonoa et Huepow se mettent en quête d'un restaurant. Malheureusement, le serveur ne peut leur servir que des carottes. Le chef Chirin a disparu et un monstre des montagnes dévore toutes les sources de viandes. Les habitants de Jiobob ont peur d'être dévorés à leur tour... Le héros part donc à la poursuite du monstre qui s'avère en fait être le chef Chirin. Il se rappelle avoir rêvé d'être le meilleur chef du monde et d'avoir été entouré d'une brume jaune. Il ne restait plus que des carottes dans le village car il déteste ça.
Klonoa et Huepow partent alors vers Santal où il trouve un habitant, Maris, évanoui. Les habitants du village sont atteints d'une fièvre mystérieuse transmise par un monstre. Ils ne peuvent être soignés car leur médecin, le docteur Medim, a disparu. Huepow en déduit qu'il est devenu le monstre. Les deux héros partent à la poursuite de ce dernier. Après avoir été battu, le docteur reprend forme humaine et leur apprend qu'il voulait créer un remède à toutes les maladies mais qu'au lieu de ça, il avait créé un terrible fléau. Il se rappelle avoir vu des lunes jumelles dans son rêve.
Une brume rouge, une brume bleue, une brume jaune et des lunes jumelles. Klonoa se rend compte que ces quatre éléments composent le drapeau impérial. Ils partent donc vers la cité impériale : Leljimba. Après avoir cherché à s'infiltrer discrètement dans la ville, c'est finalement un soldat impérial qui les aide à entrer. Ils combattent Jillius et le vainquent. Mais ce dernier s'attendait à leur visite. Il avait volontairement laissé des indices à Klonoa et Huepow. En réalité, le conseiller Bagoo était à l'origine des monstres. Il se considère comme le Roi du Désespoir régnant sur le royaume des rêves volés. Il menace alors de transformer Klonoa et Huepow en monstre. Il est défait par ceux-ci qui accourent ensuite auprès de l'empereur manipulé. En effet, Bagoo exploitait sa faiblesse de ne pouvoir rêver. L'empereur reconnaît son erreur et prend conscience qu'il faut protéger les rêves. Puis, ses yeux se ferment et Klonoa tente de le réveiller.
Jillius se réveille finalement. Toute cette histoire n'était qu'un rêve. Il fait alors un discours auprès de son peuple et leur raconte son rêve. Il y proclame l'avènement de l'Empire des Rêves.

### Lieux
Ghazzaland, le premier monde, est surplombé par un plateau en haut duquel trônent les vestiges d'une grande arène entourée de hautes colonnes. L'ambiance de ce monde rappelle le Mexique par bien des aspects : architecture des maisons, cactus. Les Ghazeans sont des lutteurs et Klonoa y est accueilli à coups de poing. En effet, dans ce monde, le respect s'acquiert par la force. Un monstre vivant dans l'arène terrorise Ghazzaland. Klonoa est envoyé dans ce monde pour le défaire.
Priamill, le deuxième monde, est une ville dans laquelle les habitants vouent une passion à l'opéra. Des sphères orange et vertes volent au-dessus et il est entouré de faisceaux lumineux. Ces derniers caractérisent l'un des thèmes prédominant de ce monde : la nuit. Ainsi, le niveau qui se déroule en extérieur a lieu la nuit et les lampadaires ont des lampes en forme de lune. L'agencement du monde fait penser à un nénuphar dont la grande tour de l'opéra qui le surplombe serait la fleur. La couleur dominante de l'extérieur de ce monde est le rose et de nombreux éléments architecturaux rappellent la musique (rambardes...). Klonoa y est envoyé pour rendre son apparence normale à Muzika, soprano vedette, qui produit depuis quelque temps d'horribles sons terrorisant les habitants.
Jiobob, le troisième monde, est qualifié de « ville de la nourriture ». Il est planté de citrouilles et carottes géantes. Les moulins ont une forme rappelant celle d'un poivron. Les maisons sont des citrouilles et les arbres sont des brocolis. Le monde s'étend autour d'un volcan dont les cimes sont enneigées.
Santal, le quatrième monde, propose un paysage verdoyant. Au milieu de ce monde siège un arbre dont la cime est une fontaine. L'eau se répand en cascade et forme un lac sur lequel des maisons lacustres sont bâties.
Leljimba, le dernier monde, est la cité impériale. C'est un château d'inspiration européenne dont le donjon central est entouré de bâtiments et de tours. Le haut de ces dernières est orné de toits pointus.

### Ennemis
Les ennemis essaimés dans les niveaux et dont les capacités peuvent être utilisées par Klonoa réapparaissent à l'infini par un portail dimensionnel s'ils sont tués. On les retrouve dans la plupart des autres jeux de la série.
Le monstre de base du jeu est une sorte de lapin rouge. Il existe une version verte avec des ailes qui fait penser à un oiseau. Ces monstres n'ont pas de capacités particulières. Ils sont désignés respectivement sous le terme générique de « Moo » et « Flamoo ». La boule piquante est un monstre qui ne peut pas être attrapé mais qui peut être chevauché à l'aide d'un bloc. C'est un « Spiker ». Le monstre à hélice peut être utilisé pour se faire tracter vers le haut quand il est attrapé. Cette créature s'appelle le « Teton ». Le monstre-bombe déclenche un compte à rebours lorsqu'il est attrapé et explose à la fin de celui-ci. Klonoa peut l'utiliser pour détruire des blocs directement ou par l'intermédiaire de blocs fléchés qui orientent l'explosion ou contre d'autres ennemis. Ce monstre pouvant être muni d'ailes est appelé « Boomie ». Le monstre aux deux pistolets tire sur Klonoa des boules piquantes pouvant le blesser. Il est appelé « Glibz ».
À ces ennemis s'ajoute un boss par monde.

## Système de jeu
1. Déplacements du personnage
2. Pause
3. rien
4. Coup
5. Sauter (deuxième pression : Voler)
6. Coup
7. rien

### Généralités et contrôles
Klonoa: Empire of Dreams reprend globalement le système de jeu du précédent opus de la série sur console portable : Klonoa: Moonlight Museum sorti en 1999 sur WonderSwan.
Avant d'arriver à trouver le monstre de chaque monde, Klonoa doit parcourir un certain nombre de niveaux. Pour terminer un niveau classique, il doit collecter trois étoiles, plus ou moins difficiles à trouver, et atteindre la porte de sortie. Pour un niveau spécial, il doit atteindre une ligne d'arrivée ou un canon situé au bout du niveau.
Le joueur peut être parfois bloqué par des portes sur lesquelles figurent des symboles correspondant à la forme de leurs clés respectives. Celles-ci sont cachées dans le niveau.
Le système de déplacement de Klonoa: Empire of Dreams reprend les codes du jeu de plates-formes en 2D : il est possible de se déplacer latéralement et de sauter. À l'aide de ses oreilles développées, Klonoa peut prolonger la longueur de ses sauts en s'en servant pour voler à l'instar de Rayman.
Le joueur peut également utiliser des éléments du décor pour atteindre des plates-formes difficiles d'accès : cordes, échelles, sautoirs, courants d'air ascendants, inverseurs de gravité, etc. Il peut également déplacer des blocs pour influer sur la topographie du niveau ou pour combattre des ennemis en le leur lançant.
L'un des systèmes originaux du jeu est le fait que Klonoa puisse gonfler ses ennemis à l'aide d'un wind bullet créé par son anneau magique. Il peut ensuite se servir d'eux comme arme, se servir de leurs caractéristiques pour progresser dans le niveau (monstres à hélices, monstres-bombe...) ou pour effectuer un double saut.

### Système de vies et de continues
Le joueur commence le jeu avec un capital de trois vies qu'il peut augmenter en trouvant des pièces dans les différents niveaux. Au début de chaque niveau, Klonoa possède trois cœurs correspondant à trois points de vie. Il perd un point de vie en étant touché par un ennemi ou par des pièges (piquants...). Il perd une vie s'il tombe dans un trou, perd tous ses points de vies ou s'il est coincé par un élément de décor dans un niveau avec défilement et rattrapé par un bord de l'écran. La perte d'une vie fait recommencer la section du niveau. La perte de toutes les vies force le joueur à recommencer le niveau avec les trois vies de base par un système de continues infinis. Quand le nombre de points de vie restants au joueur est faible, celui-ci peut décider, à tout moment, de recommencer le niveau pour éviter la perte d'une vie. En cela, le jeu a une difficulté moindre.

### Système de progression
Un monde correspond a un lieu et chaque monde possède des niveaux appelés « visions ». Un monde est représenté par une carte en mode 7 sur laquelle sont placés des points correspondant aux visions. Terminer une vision peut permettre d'accéder à une ou plusieurs autres visions. La vision finale du niveau est un boss ; elle est marquée d'un arc de cercle et consiste en un duel sur une zone fermée. Les visions marquées d'un point correspondent à des niveaux spéciaux au gameplay différent : phase de snowboard ou phase de plates-formes avec défilement.
Le jeu peut être terminé sans que le joueur ait terminé toutes les visions. Le jeu est composé de cinq mondes. Trois visions bonus peuvent être débloquées.

## Développement
Klonoa: Empire of Dreams est l'un des premiers projets de Namco sur la Game Boy Advance, console sortie en mars 2001. Il s'inscrit dans la lancée du développement de la licence Klonoa, future mascotte potentielle de Namco,. En effet, le premier épisode Klonoa: Door to Phantomile sur PlayStation a connu une suite sur la nouvelle génération de console, en la qualité de Klonoa 2: Lunatea's Veil, sorti en mars 2001 sur PlayStation 2. Celui-ci n'a pas rencontré le succès escompté et l'attention des développeurs s'est donc vraisemblablement reportée sur la déclinaison portable de la licence en en faisant notamment la présentation au World Hobby Fair 2001.

## Accueil

### Critique
Klonoa: Empire of Dreams apparaît comme un succès critique. D'après le site GameRankings, il n'y a pas d'avis réellement mauvais. Néanmoins, la majorité ne sont pas excellentes, juste bonnes (notes entre 80 % et 90 %). Les graphismes sont généralement considérés comme bons, dotés d'une bonne animation et d'un large panel de couleur, mais parfois un peu simple,,. La durée de vie est considérée comme correcte. Les énigmes pour progresser au sein des niveaux sont élaborées, ce qui le différencie de la majorité des titres de plates-formes de la Game Boy Advance, aux principes plus simplistes. Ce sont surtout la bande-son et le gameplay qui reçoivent les éloges des critiques,.

### Ventes et suites
Le jeu a dû connaître un succès relatif étant donné qu'il a connu deux suites. Celui-ci a lancé la licence Klonoa sur Game Boy Advance à une période où le catalogue de la console était encore peu fourni, celle-ci n'ayant que cinq mois d'existence. En effet, les jeux de plates-formes ont été très représentés sur cette console par la suite. On peut penser que les critiques favorables y ont joué un rôle important. Le jeu a eu a priori relativement plus de succès au Japon que dans le reste du monde étant donné le fait que la licence soit plus populaire là-bas qu'ailleurs dans le monde : trois jeux sur sept sont uniquement parus dans l'archipel nippone et Klonoa: Empire of Dreams y est sorti un an plus tôt qu'en Europe. Ces bons points n'ont en revanche pas été suffisants à la suite du jeu, Klonoa 2: Dream Champ Tournament, pour être un succès commercial (entrée en 44e place des charts japonais à sa sortie), ce qui n'a pas empêché la sortie du spin-off Klonoa Heroes: Legend of the Star Medal sur la même console.